# All Eternals Deck
All Eternals Deck — тринадцатый студийный альбом американской инди-рок группы The Mountain Goats из Клермонта (Калифорния). Он был выпущен 29 марта 2011 года на лейбле Merge Records. All Eternals Deck относится к вымышленному набору карт Таро, история и детали которого описаны в примечаниях к альбому.

## Отзывы
| Совокупная оценка | Совокупная оценка |
| Источник          | Оценка            |
| ----------------- | ----------------- |
| Metacritic        | 77/100            |
| Оценки критиков   |                   |
| Источник          | Оценка            |
| AllMusic          | [ 2 ]             |
| Crackle Feedback  | (8/10)            |
| Pitchfork         | 8.1/10            |
| Slant Magazine    | [ 5 ]             |
| Spin              | 7/10              |
| Tiny Mix Tapes    | [ 7 ]             |

All Eternals Deck получил положительные отзывы от музыкальных критиков. Критик AllMusic Росс Хоффман оценил альбом на 4 из 5 и отметил, что «Тщательно детализированные, но поэтически загадочные песни, полные императивов, перечислений предметов, географических названий, фотографических и кинематографических образов, двусмысленно метафорических мелодрам и эллиптически обрисованных персонажей, обречённых на жизнь, полную сожалений, отчаяния, ужаса или ещё чего похуже… да, это ещё один альбом Mountain Goats. 13 композиций на All Eternals Deck могут встать в один ряд с его лучшими работами: ещё одна дюжина богато реализованных виньеток, некоторые из которых более ясны в повествовательном плане, чем другие, но ни одна не лишена хотя бы горстки язвительных, выразительных, элегантных или других достойных строк. Придерживаясь все более уверенного и отполированного звучания полного бэнда последних нескольких релизов Mountain Goats — много фортепиано, несколько прекрасных струнных аранжировок и отличная работа товарищей Дарниэлла по группе Питера Хьюза (бас) и Джона Вурстера (ударные) — большая часть All Eternals Deck звучит тепло и расслабленно, даже пышно. Ничто здесь не привлечёт новообращённых так, как те мелодии, но это все равно очень лёгкий альбом Mountain Goats, который можно любить и рекомендовать, будь он первым или четырнадцатым».

## Список композиций
Слова и музыка всех песен — John Darnielle.
| №                   | Название                  | Длительность |
| ------------------- | ------------------------- | ------------ |
| 1.                  | «Damn These Vampires»     | 3:24         |
| 2.                  | «Birth of Serpents»       | 3:08         |
| 3.                  | «Estate Sale Sign»        | 2:47         |
| 4.                  | «Age of Kings»            | 4:13         |
| 5.                  | «The Autopsy Garland»     | 2:50         |
| 6.                  | «Beautiful Gas Mask»      | 3:52         |
| 7.                  | «High Hawk Season»        | 2:56         |
| 8.                  | «Prowl Great Cain»        | 3:15         |
| 9.                  | «Sourdoire Valley Song»   | 3:38         |
| 10.                 | «Outer Scorpion Squadron» | 2:31         |
| 11.                 | «For Charles Bronson»     | 3:01         |
| 12.                 | «Never Quite Free»        | 3:30         |
| 13.                 | «Liza Forever Minnelli»   | 3:10         |
| Общая длительность: | Общая длительность:       | 42:25        |

| №                   | Название               | Длительность |
| ------------------- | ---------------------- | ------------ |
| 14.                 | «Brisbane Hotel Sutra» | 2:39         |
| Общая длительность: | Общая длительность:    | 46:04        |

| №                   | Название            | Длительность |
| ------------------- | ------------------- | ------------ |
| 14.                 | «Used to Haunt»     | 2:46         |
| Общая длительность: | Общая длительность: | 46:11        |